# Germânia

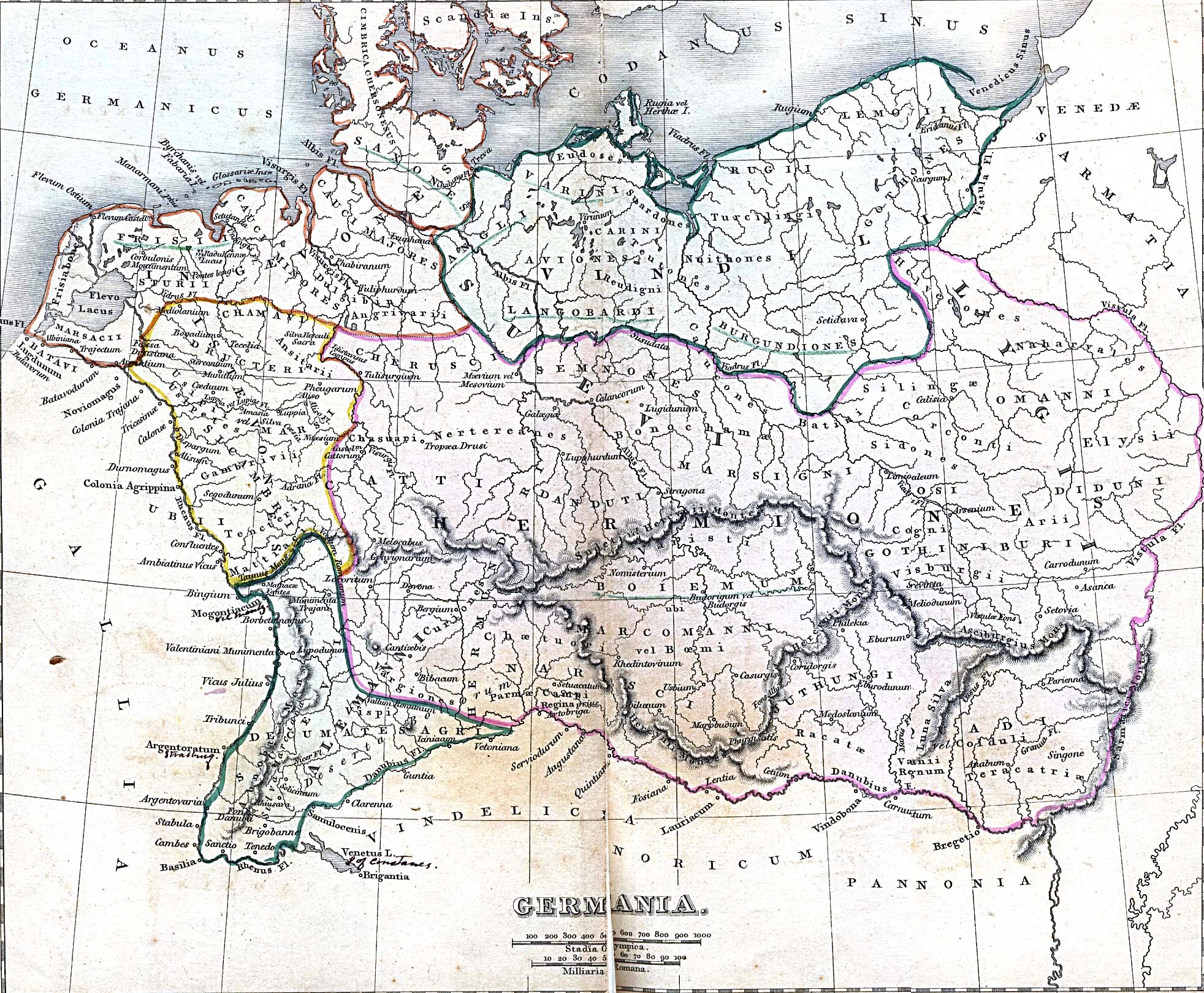
Mapa da Magna Germânia no início do século II, por Alexander George Findlay

Germânia (em latim: [ɡɛrˈmaːni.a]; em alemão:  Germania, Germanien), também chamada de Magna Germânia, Germânia Livre (Germania Libera) ou Barbárico Germânico para distingui-lo da província romana de mesmo nome, era uma grande região histórica no centro-norte da Europa durante a era romana, que foi associada por autores romanos aos povos germânicos. A região se estendia aproximadamente do Médio e Baixo Reno, no oeste, até o Vístula, no leste. Também se estendia até o sul até o Danúbio Superior e Médio e a Panônia, e até as partes conhecidas da Escandinávia no norte. Arqueologicamente, esses povos correspondem aproximadamente à Idade do Ferro romana dessas regiões. Embora aparentemente dominada por povos germânicos, a Magna Germânia também foi habitada por celtas.
O nome latino Germania significa "terra dos Germani", mas a etimologia do próprio nome Germani é incerta. Durante as guerras gaulesas do século I a.C., o general romano Júlio César encontrou povos originários de além do Reno. Ele se referiu a essas pessoas como germanos e suas terras além do Reno como "Germânia". Nos anos seguintes, o imperador romano Augusto procurou expandir através do Reno em direção ao Elba, mas esses esforços foram prejudicados pela vitória de Armínio na Batalha da Floresta de Teutoburgo em 9 d.C.. As prósperas províncias romanas da Germânia Superior e da Germânia Inferior, às vezes chamadas coletivamente de "Germânia romana", foram posteriormente estabelecidas no nordeste da Gália romana, enquanto os territórios a leste do Reno permaneceram independentes do controle romano.
A partir do século III, os povos germânicos que saíram da Magna Germânia começaram a invadir e ocupar partes da Germânia romana. Isso contribuiu para a queda do Império Romano do Ocidente no século V, após o que os territórios da Germânia romana foram capturados e colonizados por povos germânicos migrantes. Grandes partes da Germânia posteriormente tornaram-se parte do Império Carolíngio e depois da Frância Oriental. O nome da Alemanha em inglês e muitas outras línguas é derivado do nome Germânia.

## Etimologia
O nome Germânia, por outro lado, dizem eles, é moderno e recém-introduzido, pelo fato de que as tribos que primeiro cruzaram o Reno e expulsaram os gauleses, e agora são chamadas de túngrios, eram então chamadas de germânicos. Assim, o que era o nome de uma tribo, e não de uma raça, prevaleceu gradualmente, até que todos se chamavam por esse nome auto-inventado de germânicos, que os conquistadores primeiro empregaram para inspirar terror.

— Tácito
Em latim, o nome Germânia significa "terras onde vivem as pessoas chamadas germanos" (germani). Os estudiosos modernos não concordam com a etimologia do nome Germani. Etimologias celtas, germânicas, ilírias e latinas foram sugeridas.
A principal fonte sobre a origem dos nomes Germania e Germani é o livro Germânia, de Tácito. Tácito escreve que o nome Germania era "moderno e recém-introduzido". De acordo com Tácito, o nome Germani já havia sido aplicado apenas aos tungros, a oeste do Reno, mas tornou-se um "nome artificial" (invento nomine) para povos supostamente relacionados a leste do Reno. Muitos estudiosos modernos consideram a história de Tácito plausível, embora haja dúvidas se o nome era comumente usado pelos germânicos para se referirem a si mesmos.

## Geografia

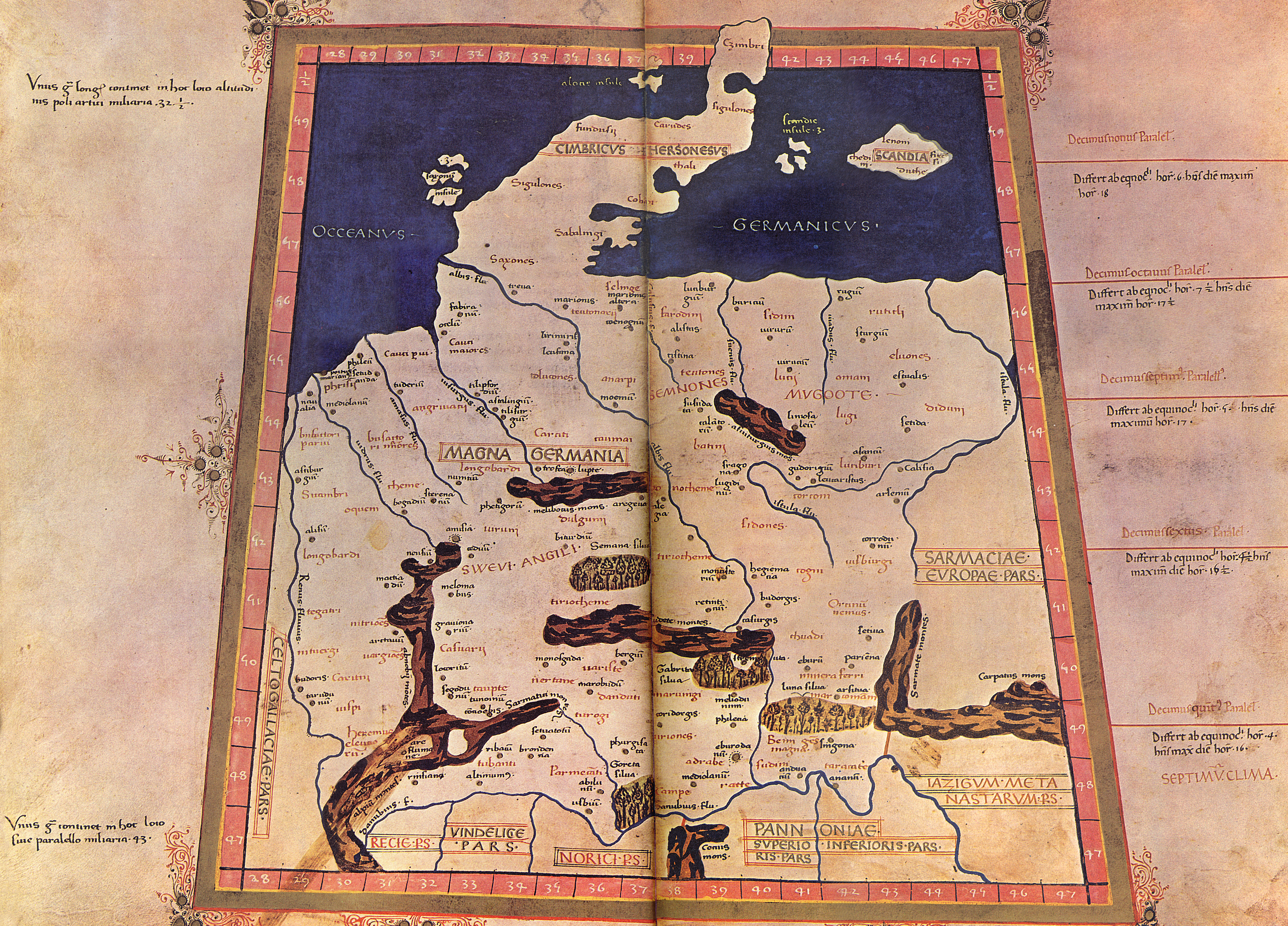
Mapa da Germânia do século XV, conforme descrito por Ptolemeu em Geografia (c. 150 AD)

As fronteiras da Germânia não estão claramente definidas, especialmente nas suas margens norte e leste. A Magna Germânia se estendia aproximadamente do Reno, no oeste, até além do rio Vístula, no leste, e do Danúbio, no sul e em direção ao norte, ao longo dos mares do Norte e Báltico, incluindo a Escandinávia. A Germânia Superior abrangia partes da atual Suíça, sudoeste da Alemanha e leste da França, enquanto a Germânia Inferior abrangia grande parte da atual Bélgica e Holanda.
Em sua Geografia (150), o geógrafo romano Ptolemeu fornece descrições da geografia da Germânia. Os estudiosos modernos conseguiram localizar muitos dos topônimos mencionados por Ptolomeu e associá-los aos topônimos dos dias atuais.
A Germânia era habitada por um grande número de povos e não havia muita unidade entre eles. Parece que a Germânia não era inteiramente habitada por povos germânicos. A hidronímia fornece evidências da presença de outro grupo indo-europeu, que provavelmente viveu sob dominação germânica.

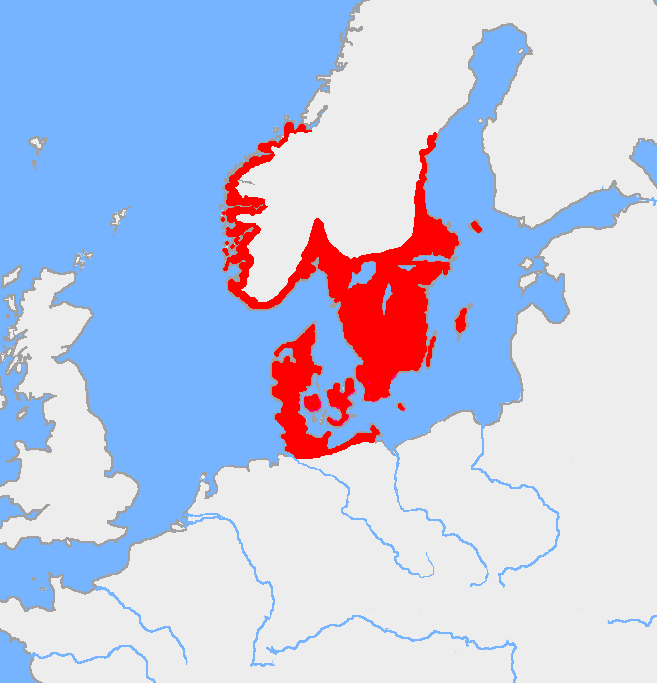
Área da cultura nórdica da Idade do Bronze, considerada ancestral do povo germânico, c.  1750–500 a.C.

## Arqueologia
Do século I ao IV, a Magna Germânia corresponde arqueologicamente à Idade do Ferro romana. Nos últimos anos, o progresso na arqueologia contribuiu grandemente para a compreensão da Germânia. As áreas da Magna Germânia eram em grande parte agrárias e apresentam semelhanças arqueológicas entre si, embora fossem fortemente diferenciadas daquela da Germânia romana, em grande parte devido à ausência de cidades e cunhagem independente. Descobertas arqueológicas testemunham o florescimento do comércio entre a Magna Germânia e o Império Romano. O âmbar era o principal produto de exportação da Magna Germânia, enquanto os bens de luxo romanos eram importados em grande escala. Tais mercadorias foram encontradas até na Escandinávia e na Rússia Ocidental.

## Legado
O nome Germânia é atestado nas traduções do inglês antigo de Beda e Orósio. Desde o século XVII, o nome mais comum da Alemanha em inglês deriva do nome Germania.